# RID
RID  är ett Europa-gemensamt regelverk för transport av farligt gods på järnväg. Den svenska versionen av regelverket heter RID-S och ges ut av Myndigheten för samhällsskydd och beredskap (MSB). RID är en förortning av Règlement concernant le transport international ferroviaire de marchandises Dangereuses (franska).